# اندی مارشال
اندی مارشال (انگلیسی: Andy Marshall؛ زادهٔ ۱۴ آوریل ۱۹۷۵) یک بازیکن فوتبال اهل بریتانیا است.